# Obří důl
Obří důl (německy Riesengrund) je název údolí, které se rozprostírá mezi úpatím Sněžky a Pecí pod Sněžkou. Údolí vzniklo působením čtvrtohorního ledovce tloušťky až 100 m. Dříve se zde nacházely různé doly kovových rud. U bývalé boudy Kovárna se nachází stejnojmenné důlní dílo, které je od roku 2004 zpřístupňováno veřejnosti. V dnešní době tudy vede modře značená trasa 1813 do Obřího sedla, v létě průchozí až na vrchol Sněžky, v zimních měsících je často ohrožovaná lavinami. Toto území je součástí Krkonošského národního parku. V tzv. Krakonošově zahrádce lze najít řadu cenných rostlin. Vedle několika nešťastníků, kteří se sem zřítili z vrcholu Sněžky, je zde rozptýlen popel botanika Karla Kaviny (1890–1948).[zdroj?]

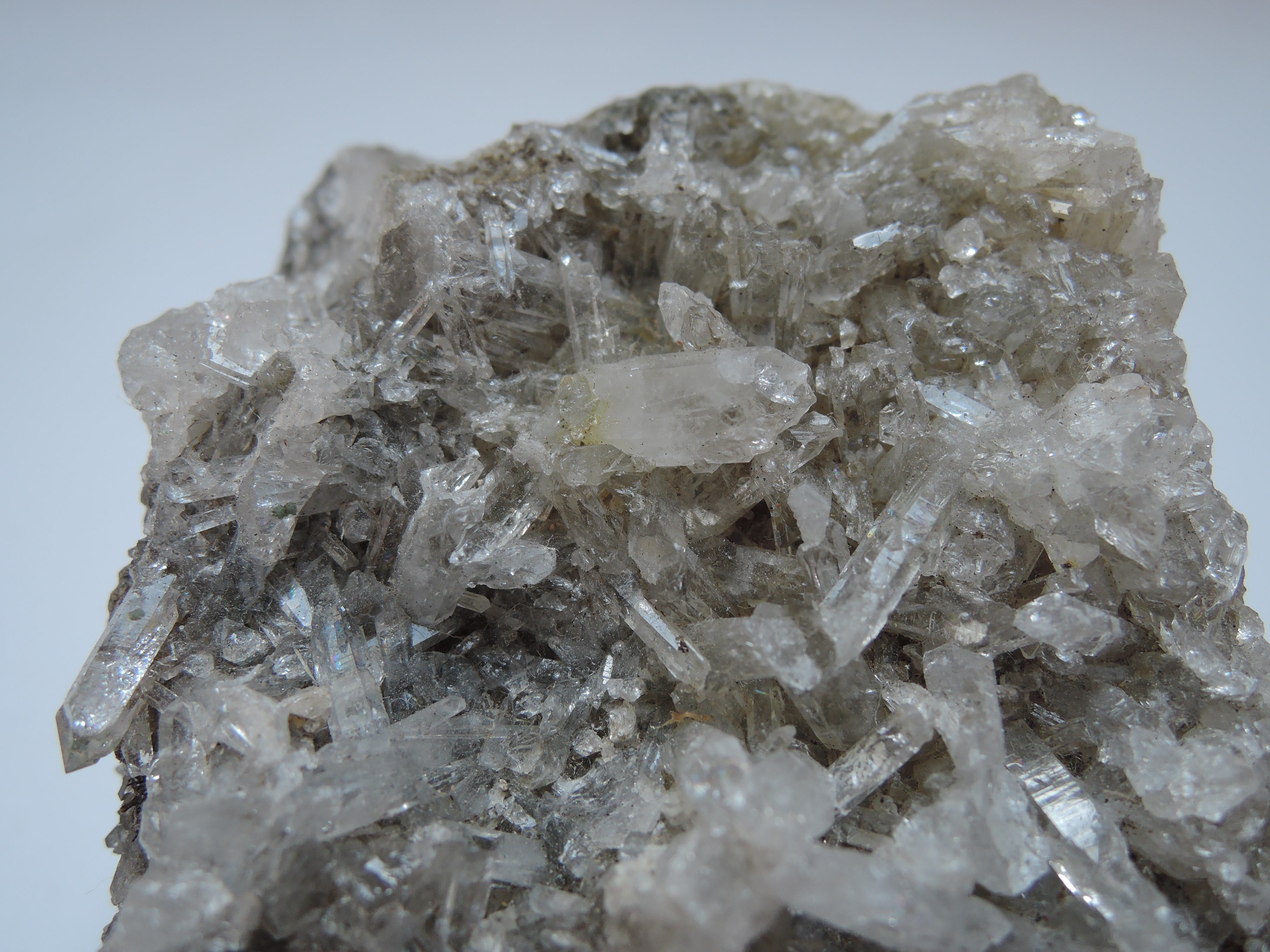
Křišťál z Obřího dolu

Úpská jáma je ledovcový kar tvořící horní zakončení Obřího dolu. Jeho srázy mají výšku až 600 m.
Nad Obřím dolem stála Obří bouda na českém území od poloviny 17. století, která byla roku 1982 zbořena. Slezský dům na polské straně hranice byl postaven roku 1847 a je v provozu dodnes. V Obřím dole stojí budova Kovárna, která byla postavena před rokem 1568 jako hornická kovárna, poté sloužila jako výletní restaurace a nakonec jako zázemí pro ochranu přírody. Zlikvidována byla roku 1979.[zdroj?]